# 丹林县
丹林县，又译沙廉县，缅甸仰光省下辖的一个县。

## 历史沿革
2022年4月30日，缅甸政府以仰光南县丹林镇区、宋割镇区、皎丹镇区、科科群岛镇区和克延镇区新设丹林县。

## 行政区划
丹林县下辖丹林镇区、宋割镇区、皎丹镇区、科科群岛镇区和克延镇区5个镇区。